# البطولات الأسترالية 1930 (كرة مضرب)
هنا قائمة بالبطولات الأسترالية لكرة المضرب, المعروفة الآن باسم أستراليا المفتوحة لسنة 1930:

## فردي رجال
جار مون هزم  هاري هوبمان 6-3 6-1 6-3

## فردي سيدات
دافن أكوروست هزم  سيلفيا لانس هاربر 10-8, 2-6, 7-5